# Stomatochaeta
Stomatochaeta es un género de plantas de la familia de las asteráceas. Comprende 7 especies descritas y de estas, solo 6  aceptadas.

## Taxonomía
El género fue descrito por Maguire & Wurdack y publicado en Memoirs of the New York Botanical Garden 9: 388. 1957.

## Especies aceptadas
A continuación se brinda un listado de las especies del género Stomatochaeta aceptadas hasta julio de 2011, ordenadas alfabéticamente. Para cada una se indica el nombre binomial seguido del autor, abreviado según las convenciones y usos.
- Stomatochaeta acuminata Pruski
- Stomatochaeta condensata (Baker) Maguire & Wurdack
- Stomatochaeta crassifolia (S.F.Blake) Maguire & Wurdack
- Stomatochaeta cylindrica Maguire & Wurdack
- Stomatochaeta cymbifolia (S.F.Blake) Maguire & Wurdack
- Stomatochaeta steyermarkii Aristeg.